# Keuzevraag
Een keuzevraag is in Nederland een vraag waarbij door de vraagsteller aan de bevraagde wordt gevraagd uit twee of meerdere mogelijkheden te kiezen. De keuzevraag staat tussen de open vraag en de gesloten vraag en neigt door de beperking van de keuzes naar een gesloten vraag. Echter de keuze dient vaak onderbouwd te worden en wijkt daarmee af van de traditionele gesloten vraag waar het antwoord "ja" of "nee" verwacht wordt.
- Voorbeeld van een keuzevraag: "naar welke soort films kijk jij het liefst: horror, thriller, actie of drama?" Een gesloten vraag laat alleen de antwoorden Ja en Nee toe.
- Voorbeeld gesloten vraag: "hou jij van horrorfilms?" Een open vraag laat de bevraagde allerlei mogelijkheden tot het geven van een antwoord.
- Voorbeeld van een open vraag: "kan jij mij vertellen wat jij zo eng vindt aan horrorfilms?"

De meerkeuzevraag is een bijzondere keuzevraag die in het onderwijs wordt gebruikt om op een makkelijke manier kennis te toetsen:
- voorbeeld meerkeuzevraag: Alfred Hitchcock is vooral beroemd geworden met de productie van a. thrillers, b. slapstickfilms c. musicals d. alle drie de vorige antwoorden zijn fout.

Een bijzondere soort keuzevraag is de complexe keuzevraag:
- voorbeeld van een complexe keuzevraag: "wie is onze beste nieuwe teamleider? Henk, Theo of Ronald?" Voor het oplossen van dit soort complexe keuzevraagstukken kan gebruik worden gemaakt van de AHP-methode om deze vraag naar een afgewogen oplossing en/of antwoord te leiden.